# Фомино (Дорогобужский район)
Фомино — Деревня в Дорогобужском районе Смоленской области России. Входит в состав Озерищенского сельского поселения. 
Население — 0 жителей (2007 год). 
Расположена в центральной части области в 12 км к юго-западу от Дорогобужа, в 8 км западнее автодороги Р137 Сафоново — Рославль, на берегу реки Ужа. В 27 км южнее от деревни находится железнодорожная станция Нежода на линии Смоленск-Сухиничи. 

## История
В годы Великой Отечественной войны деревня была оккупирована гитлеровскими войсками в октябре 1941 года, освобождена в сентябре 1943 года.

## Известные уроженцы
- Гришин, Сергей Владимирович (1917—1994) — Герой Советского Союза.